# Eduardo Luque Loyola
Eduardo Luque Loyola (Querétaro, 5 de septiembre de 1910-3 de abril de 1993) fue Abogado mexicano. Fue gobernador interino de Querétaro entre el 9 de abril al 30 de septiembre de 1949. 

## Biografía
Nació en la Ciudad de Querétaro el 5 de septiembre de 1910. Sus padres fueron Rafael Luque y Dolores Loyola. Obtuvo la licenciatura en Derecho por la UNAM en 1935. Fue simultáneamente procurador de Justicia del Estado, catedrático del Colegio Civil y representante de Acción Popular en el Partido Nacional Revolucionario. Fue elegido diputado federal en 1943 y senador en 1948. Tras la inesperada muerte de uno de los ministros de la Suprema Corte de Justicia de la Nación, el presidente de México Miguel Alemán Valdés designó al gobernador Agapito Pozo para ocupar la vacante. Eduardo Luque fue seleccionado para terminar el periodo del gobernador Pozo. Ocupó el cargo del 9 de abril al 30 de septiembre de 1949. En este breve lapso fundó el Cuerpo de Bomberos y atendió las instituciones de beneficencia y todos los municipios. Concluido el interinato se reintegró el Senado, del cual fue presidente. Luego, fue abogado litigante y asesor jurídico de varias dependencias federales. En 1960 fue elegido diputado federal por segunda ocasión y, en 1964, senador, también por segunda vez. Luego se retiró a la vida privada.

## Muerte
Eduardo Luque Loyola falleció el 3 de abril de 1993 a causa de Leucemia linfoblástica, Coma hiperosmolar y deshidratación.